# 西村誠司 (実業家)
西村 誠司（にしむら せいじ、1970年 - ）は、日本の実業家、マーケティングアドバイザー。エクスコムグローバル株式会社代表取締役社長、STVVマーケティングアドバイザー。愛知県名古屋市出身。

## 経歴
愛知県名古屋市生まれ。幼稚園児の頃に父が病気になり、それまで営んでいた焼き鳥屋を手放して、家は生活保護を受けるようになった。中学生になってすぐに新聞配達を始めた。
両親ともに中卒で、「勉強しなさい」と言われたことはなかったが、だからこそ自分で進んで勉強するようになった。中学では成績がオール5だった。高校は県内トップクラスの学校に進学した。名古屋市立大学経済学部を卒業。
1993年（平成5年）アンダーセンコンサルティング（現アクセンチュア）入社。東海旅客鉄道株式会社の会計システムの設計・開発を担当後、郵政省（現 総務省）電子ネットワーク端末導入に関するコンサルティング業務を経て、同社を1995年に退職。
1995年（平成7年）25才で起業。インターコミュニケーションズ（現在のエクスコムグローバル）を設立、代表取締役社長に就任。事業内容は、ボイスメールシステムの運用を行う。
1997年（平成9年）海外用レンタル携帯電話事業をスタート。
2010年（平成22年）2月、アメリカに現地法人を設立。8月に家族でカリフォルニア州・サンディエゴに移住（2022年まで）。
2012年（平成24年）海外用WiFiレンタルサービス「イモトのWiFi」ブランド提供を開始。
2019年（令和元年）にメディカルサービスをスタート、「にしたんクリニック」開院を支援。モバイル通信事業を中心に成長していたなか「畑違いの分野かつ挑戦しがいのある規制産業に参入したい」という考えから美容クリニック業界に進出。
2020年（令和2年）にコロナ禍での市場ニーズを察知し、わずか数カ月でPCR検査サービスを実現。当時、周囲からPCR検査を実施している病院について尋ねられる機会が増え、自身で着手すべきと7月に事業化を発案し、8月に来院不要のPCR検査サービスを開始、9月には初のCMをオンエアするなど、手探りながらもスピーディーにローンチまで至った。
2021年（令和3年）西村が生み出した「にしたんクリニック」のTVCMが、2021年6月度CM好感度ランキングで、2,490銘柄中6位に入る。
2022年（令和4年）2月、ベルギーサッカークラブ「シント＝トロイデンVV」のマーケティングアドバイザーに就任。
同年7月、KADOKAWAから初の著書『最強知名度のつくり方 売上98%減からのV字逆転を実現した必勝術』を出版。
2023年（令和5年）現在、家族が住むアメリカと日本を往復する生活を送る。ここ3年は、1年の3分の2が日本、残り3分の1をアメリカで過ごす。

## 人物
- 中学生の頃に西村は毎朝自転車を漕いで新聞を配り続けた[2]。たとえ貧しくても、両親は「そのお金は自分で使いなさい」と、西村の稼ぎを受け取ることはなかった[2]。当時について西村は「せいぜい月2万円程度の稼ぎです。私はそれをコツコツ貯金した。大学生になってからも家庭教師などのバイトで稼いで、21歳の頃には200万円以上の貯金ができていた」と述べている[2]。
- 西村はよく「お金持ちになる秘訣を教えてください」と聞かれるが、「そんな秘訣はどこにもない。コツコツやっていく。ただそれだけです。1円の銭勘定ができない人に、1億円の勘定なんてできない。なにかで一気に100万円稼ぐ一攫千金を狙うより、毎月少しずつ積み立てていく。そこからがスタートだと思う。13歳から働いていた私は、今でもそう考えている」と述べている[2]。
- 21歳のときユダヤ系アメリカ人の友人に『ケインとアベル』（ジェフリー・アーチャー・著）を薦められ起業を決意した。物語は10才の男の子が｢手紙1枚｣でアメリカを代表する経済人になり、大儲けした成功物語[6]。
- 経営理念は「インパクトこそ最大の武器だ！知名度を上げるのに資金もコネも必要はない。大切なのは、どうインパクトを与えることができるのかということ」[3]

## 著書
- 西村誠司『最強知名度のつくり方 売上98%減からのV字逆転を実現した必勝術』KADOKAWA、2022年7月14日。ISBN 978-4046057723。 NCID BC15831137。

## 出演

### テレビ
- 『日曜日の初耳学』（TBSテレビ） - 最強知名度の作り方[11][12]
- 『突然ですが占ってもいいですか?』（フジテレビ）[11]
- 『FOOT×BRAIN』（テレビ東京） - シント＝トロイデンVVのGK・シュミット・ダニエルと対談[1]
- 『FNN Live News α』（フジテレビ）[13]

### ラジオ
- 『ENEOSプレゼンツ あさナビ』（ニッポン放送）[14]

### インターネット配信
- 『堀江貴文のホリエモンちゃんねる』（YouTubeチャンネル）
- 『億の方程式』（YouTubeチャンネル）[15]
- 『OFFRECO.』（NewsPicks）[16]

### CM
- 『にしたんクリニック』　- 「サスペンスドラマ」編／警官役[17]

### 雑誌
- 『週刊東洋経済』（東洋経済新報社）[18]